# Auf Wiedersehen Amerika
Auf Wiedersehen Amerika ist ein deutsch-polnischer Spielfilm aus dem Jahr 1994.

## Handlung
Viele Jahre haben Isaak, Mosche und Genovefa in Amerika im Exil verbracht. Auf ihre alten Tage wollen sie nach Polen reisen. Das Ehepaar Mosche und Genovefa wollen noch einmal ihre alte Heimat wiedersehen und dann zum Sterben nach Amerika zurückkehren. Mosche war von Beruf Klempner, und seine polnische Frau Genofeva hatte sich nie richtig wohlgefühlt in den USA und nie Englisch gelernt. Der Buchhalter Isaak stammt ursprünglich aus Wien und möchte für immer in Polen bleiben und sich dort zur ewigen Ruhe legen. Über Berlin kommen sie nach Polen. Dort verliebt sich Isaak in Zofia und beschließt plötzlich, doch mit seiner neuen Frau in die USA zurückzukehren. Entgegen ihren Absichten kaufen Mosche und Genovefa ein Haus in Danzig und sagen ihrer neuen Heimat Auf Wiedersehen, um für immer in ihrer alten Heimat zu bleiben.

## Kritiken
„Ein leicht melancholischer, von Märchenatmosphäre durchzogener Film über die Suche nach Heimat und die Schwierigkeiten, sich in dieser Welt heimisch zu fühlen. Die episodische Struktur und nüchterne Inszenierung verlangt vom Zuschauer genaue Beobachtung und erschwert die innere Anteilnahme.“

## Auszeichnungen
Der Film wurde bei den Filmfestspielen von Cannes 1994 in einer Nebenreihe gezeigt. 1994 wurde er für den Deutschen Filmpreis in der Kategorie Bester Film nominiert und erhielt den Preis in Silber. 1995 wurde das Drehbuch mit dem Bayerischen Filmpreis ausgezeichnet.